# 小沢大仁
小沢 大仁（おざわ だいと、2003年1月4日 - ）は、日本中央競馬会（JRA）所属の騎手。

## 来歴・人物
愛知県瀬戸市に生まれる。将棋棋士の藤井聡太と同市内出身の同学年である。小学3年生時に家族で中京競馬場でレース観戦をしたのが競馬との出会いだった。
2018年4月、競馬学校騎手課程に第37期として入学。2021年2月に騎手免許試験に合格した。目標とする騎手は幸英明。
同期には、永野猛蔵、角田大和、永島まなみ、古川奈穂、松本大輝、横山琉人、西谷凜がいる。

### 2021年
2月9日、JRA騎手免許試験に合格。
3月6日、阪神競馬第1Rでデビュー。メイショウホタルビに騎乗して勝利した。デビュー戦での勝利はJRA史上47人目となる。そのおよそ1時間後の中山競馬第3Rでは、同じくこの日にデビューを迎えた新人騎手の永野猛蔵が初騎乗で初勝利を挙げており、JRAの新人騎手2人が同日に初騎乗初勝利を挙げたのは1981年3月1日の宮徹・東田幸男以来、40年ぶりの記録となった。また、同日の阪神競馬第12Rでは自厩舎のドスハーツに騎乗してまたしても勝利を挙げた。デビュー当日に2勝を挙げたのは栗田伸一、福永祐一、松山弘平に次ぐ史上4人目の快挙となった。
3月28日には、上記ドスハーツに騎乗して見習騎手の減量特典が無い特別競走にて初勝利を達成。5月22日には同馬で重賞競走に初騎乗（平安ステークス）するも結果は14着であったが、翌日には同じく中京競馬場のメイン競走・大垣ステークス（3勝クラス）ではデンコウリジエールに騎乗し勝利を収め、メイン競走での初勝利を達成した。
2021年は31勝を挙げ、JRA賞最多勝利新人騎手に選出された。

### 2022年
3月27日、地元愛知県の中京競馬場で行われる第52回高松宮記念にダイメイフジとのコンビでG1初騎乗を果たすも、結果は18着の最下位に終わった。

### 2024年
3月5日をもって松永昌博の定年引退に伴い、3月6日から栗東でフリーになる。

### 2025年
2月22日、小倉3Rでパレフォーコンに騎乗し1着となり、現役87人目となるJRA通算100勝を2282戦目で達成。

## 騎乗成績
|               | 日付           | 競馬場・開催   | 競走名           | 馬名               | 頭数 | 人気 | 着順 |
| ------------- | -------------- | -------------- | ---------------- | ------------------ | ---- | ---- | ---- |
| 初騎乗 初勝利 | 2021年3月6日   | 1回阪神7日1R   | 3歳未勝利        | メイショウホタルビ | 11頭 | 6    | 1着  |
| 重賞初騎乗    | 2021年5月22日  | 3回中京5日11R  | 平安ステークス   | ドスハーツ         | 16頭 | 8    | 14着 |
| 重賞初勝利    | 2022年10月20日 | 14回門別3日11R | エーデルワイス賞 | マルカラピッド     | 16頭 | 4    | 1着  |
| GI初騎乗      | 2022年3月27日  | 2回中京6日11R  | 高松宮記念       | ダイメイフジ       | 18頭 | 18   | 18着 |
| GI初勝利      |                |                |                  |                    |      |      |      |

### 主な騎乗馬
- マルカラピッド（2022年エーデルワイス賞）[18]
- ボルドグフーシュ（新馬戦で騎乗）
- グランブリッジ（新馬戦から5戦連続で騎乗）
- ドロップオブライト（デビュー戦を含め10戦以上騎乗）